# Тлендиев, Нургиса Атабаевич
Нургиса́ Атаба́евич Тленди́ев (каз. Нұрғиса Атабайұлы Тілендиев; 1 апреля 1925, Шиликемер, Киргизская АССР — 15 октября 1998, Алма-Ата) — казахский, советский композитор, дирижёр, домбрист, педагог.  Народный Герой Казахстана (1998). Народный артист СССР (1984).

## Биография

Памятник Нургисе Тлендиеву в Алма-Ате, 2011

Родился и вырос в ауле Шиликемер (ныне — село Нургиса Тлендиев Илийского района, Алматинская область, Казахстан). Происходит из рода Шапрашты. 
В детстве отец научил его хорошо играть на домбре.
Учился в Алма-Ате, в первой казахской школе-интернате № 12 . В 1933 году его привёл в музыкально-драматический техникум (ныне Алматинский музыкальный колледж имени П.И Чайковского) А. Жубанов, где был организован оркестр народных инструментов (ныне Казахский государственный академический оркестр народных инструментов имени Курмангазы). В двенадцать лет Нургису назначили концертмейстером, а в четырнадцать — дирижёром.
Своим первым и главным учителем считал А. Жубанова: «Жубанов учил меня всему: любить и понимать музыку народную и классическую, учил трудиться и находить радость от творчества, учил любить жизнь во всех её проявлениях. Я обязан ему тем, кем я стал». Не случайно А. Жубанов начинающему музыканту Нургисе подарил свою домбру, как самому лучшему ученику.
В годы войны добровольцем ушёл на фронт.
По демобилизации учился на факультете народных инструментов Казахской государственной консерватории им. Курмангазы (1948—1950), в 1952 году окончил дирижёрский факультет Московской консерватории (класс профессора Н. П. Аносова), стажировался в Большом театре в Москве.
В 1953—1961 годах — главный дирижёр Казахского театра оперы и балета им. Абая, в 1961—1964 — главный дирижёр и художественный руководитель Казахского государственного академического оркестра народных инструментов им. Курмангазы. Затем был директором Театра оперы и балета им. Абая, а с 1968 по 1981 год — главный редактор музыкальной редакции киностудии «Казахфильм».
В 1981—1998 годах — главный дирижёр и художественный руководитель организованного им самим по предложению Первого секретаря ЦК КП Казахской ССР Д. Кунаева Казахского государственного фольклорно-этнографического оркестра народных музыкальных инструментов «Отрар сазы». Оркестр стал лауреатом Всемирного фестиваля молодёжи и студентов, лауреатом премии Ленинского комсомола (1985), лауреатом премии Международного фонда им. Жамбыла (1996).
Преподавал в Казахской государственной консерватории им. Курмангазы (профессор).
Автор более 500 музыкальных произведений в разных жанрах: песни, кюи, романсы, увертюры, поэмы, кантаты, опера, балет и др.
Член Союза кинематографистов Казахской ССР.
Умер 15 октября 1998 года в Алма-Ате. Похоронен у мавзолея Жамбыла в селе Жамбыл Жамбылского района Алматинской области.

### Семья
- Первая жена — Натэлла Сальтаевна Саимова (род. 1925)
  - Дочь — Сауле Тлендиева (род. 1960)
- Вторая жена — Дарига Тлендиева (Омарова) (4.08.1946-11.03.2025), киноактриса. Заслуженная артистка РК (1998). Соавтор книги «Личность и время — Нургиса Тлендиев» (2003). Президент Международного общественного фонда им. Н. Тлендиева[8]
  - Дочь — Динара Тлендиева (Динзухра) (род. 1985). Окончила Казахскую национальную консерваторию имени Курмангазы, факультет «дирижёр симфонического оркестра» (2003—2008, класс Т. Абдрашева). С 2009 года — художественный руководитель и главный дирижёр Государственного академического фольклорно-этнографического оркестра «Отрар сазы»[9].

## Звания и награды
- Народный Герой Казахстана (24 августа 1998)

- Орден Отан (24 августа 1998)

- Памятная медаль «Астана» (1998)

- Орден Отечественной войны 2-й степени (1985)

- Народный артист СССР (1984)

- Государственная премия Казахская ССР (1978)

- Народный артист Казахской ССР (1975)

- Орден Трудового Красного Знамени (3 января 1959) — за выдающиеся заслуги в развитии казахского искусства и литературы и в связи с декадой казахского искусства и литературы в гор. Москве

- Заслуженный деятель искусств Казахской ССР (1959)[10]

- Медаль «За победу над Германией в Великой Отечественной войне 1941—1945 гг.»

- Медаль «Двадцать лет победы в Великой Отечественной войне 1941—1945 гг.»
- Медаль «Тридцать лет победы в Великой Отечественной войне 1941—1945 гг.»
- Медаль «Сорок лет победы в Великой Отечественной войне 1941—1945 гг.»
- Медаль «50 лет Победы в Великой Отечественной войне 1941-1945 гг.»
- Медаль «50 лет Вооружённых Сил СССР»
- Медаль «60 лет Вооружённых Сил СССР»
- Медаль «70 лет Вооружённых Сил СССР»

## Основные произведения
Оперы:
- «Алтын таулар» («Золотые горы») (в соавторстве с К. Кужамьяровым, 1961)

Балеты:
- «Ортеке» (балет-поэма) (1957)
- «Достык жолымен» («Дорогой дружбы») (в соавторстве с Л. Степановым, 1958)

Кантаты:
- «Мой Казахстан» (1959)

Оркестровая поэма:
- «Ата толгау» (1962)

Увертюры:
- «Халық қуанышы» (1963), «Қайрат» (1964), «Жеңіс солдаты» (1975)

Кюи:
- «Аққу», «Аңсау», «Арман», «Ата толғауы», «Әлқисса», «Қорқыт туралы аңыз», «Көш керуені», «Махамбет», «Фараби сазы»,«Жекпе жек»

Другое:
- около 40 романсов и песен, в том числе «Жан Сауле», «Сарыжайляу», «Алатау», «Ақжайық», «Ақ құсым», «Өз елім» и др.
- музыка к свыше 40 спектаклям Казахского театра драмы им. М. Ауэзова и Алма-Атинского ТЮЗа, художественным, документальным и мультипликационным фильмам.

### Композиторская фильмография
- 1963 — Меня зовут Кожа
- 1967 — Почему у ласточки хвост рожками (мультипликационный)
- 1968 — Путешествие в детство
- 1968 — Синий маршрут
- 1968 — «Аксак кулан» (мультфильм)
- 1970 — Кыз-Жибек
- 1971 — Брат мой
- 1972-1987 — Тризна
- 1974 — Эй вы, ковбои!
- 1976 — Алпамыс идёт в школу
- 1977 — Соль (новелла в киноальманахе Соль и хлеб)
- 1979 — Погоня в степи
- 1982 — Дыня
- 1982 — Красная юрта
- 1985 — Лети, журавлик
- Қарлығаштың құйрығы неге айыр (мультипликационный)

## Память

Мемориальная доска к дому (сегодня является дом-музеем) где жил в 1979-1998 годах Нургиса Тиленди

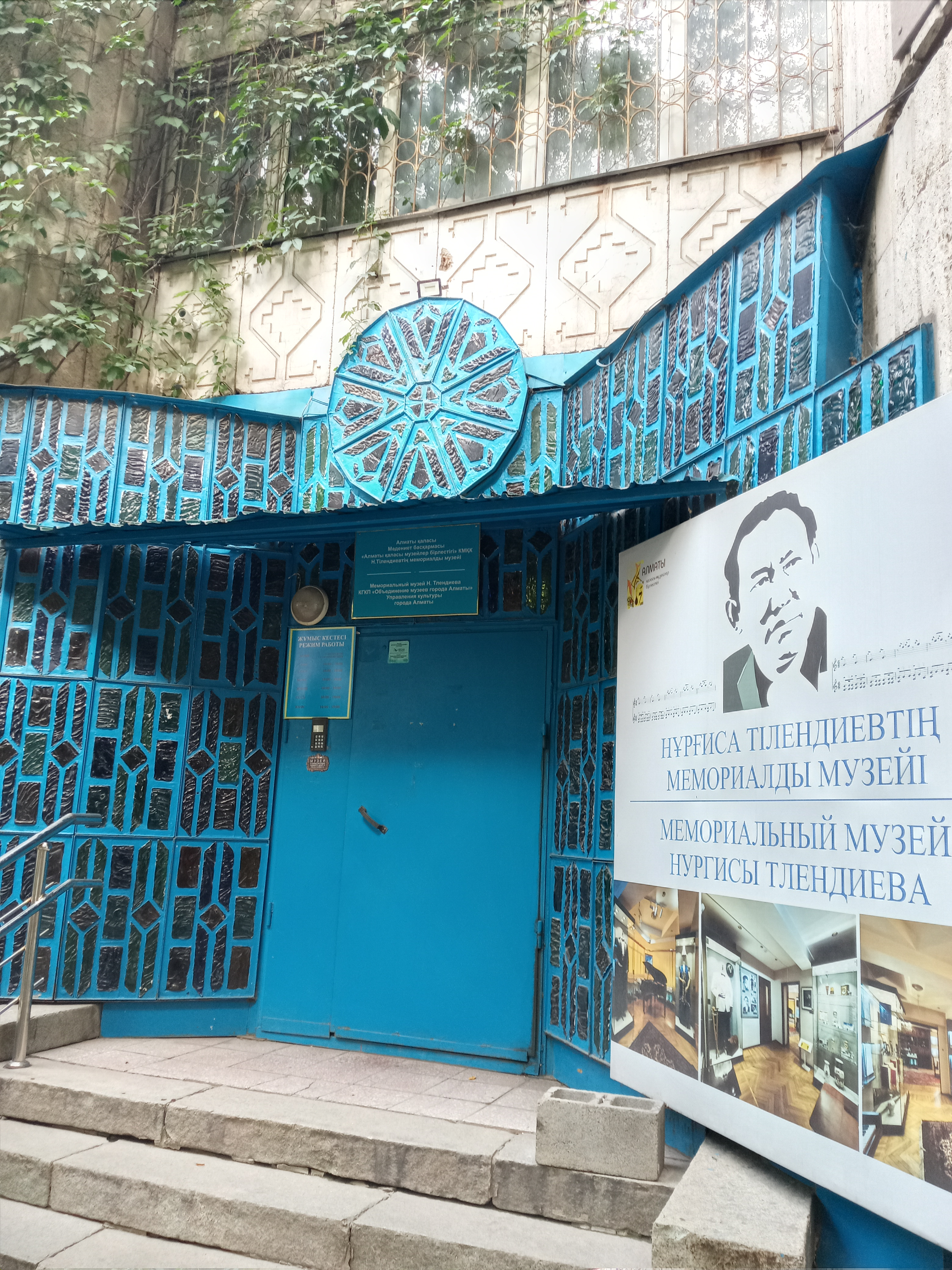
Подъезд дом–музея Нургисы Тиленди.

- В 2002 году Талдыкорганской детской музыкальной школе было присвоено имя Н. Тлендиева.
- В 1996 году в Атырау открылась Малая Академия Исскуств имени Н.Тлендиева.
- В июне 2010 года в Таразе, в сквере у музыкальной школы-интерната им. Н. Тлендиева был установлен ему памятник..
- В октябре 2010 года в Талдыкоргане в честь 85-летнего юбилея Н. Тлендиева ему был установлен бронзовый бюст.
- 15 октября 2011 года Н. Тлендиеву был установлен бронзовый памятник в Алма-Ате на проспекте Назарбаева в сквере у Центрального музея РК[11].
- 16 мая 2014 года в Алма-Ате был открыт музей Н. Тлендиева[12].
- В 2015 году о жизни Н. Тлендиева был снят фильм «Құстар әні». В роли Нургисы Тлендиева - Ергенбай Абуев.
- Улицы имени Н. Тлендиева есть в городах Алма-Ата, Астана, Шымкент.
- В 2022 году детской музыкальной школе города Шахтинск было присвоено имя Н. Тлендиева.